# قوات فرنسا الحرة

علم قوات فرنسا الحرة الحليفة مع قوات التحالف

صليب اللورين Croix de Lorraine الشعار الذي اختاره الجنرال ديغول لحركة فرنسا الحرة

قوات فرنسا الحرة (بالفرنسية: Forces Françaises Libres, FFL) هي قوات تكونت أثناء الحرب العالمية الثانية من مقاتلين فرنسيين اختاروا مواصلة القتال ضد قوات المحور رغم استسلام فرنسا واحتلالها من قِبَل ألمانيا النازية وتعاون حكومة فيشي مع الألمان.

## وصلات خارجية
- http://www.france-libre.net (le site officiel de la Fondation de la France libre)
- http://www.ordredelaliberation.fr (la plupart des Compagnons de la Libération sont Français libres)
- http://www.francaislibres.net (réalisé par le fils d'un Français libre, spahi de l'escadron Jourdier)